# Nolana crassulifolia
Nolana crassulifolia är en potatisväxtart. Nolana crassulifolia ingår i släktet cymbalblommor, och familjen potatisväxter.

## Underarter
Arten delas in i följande underarter:
- N. c. crassulifolia
- N. c. revoluta

## Bildgalleri

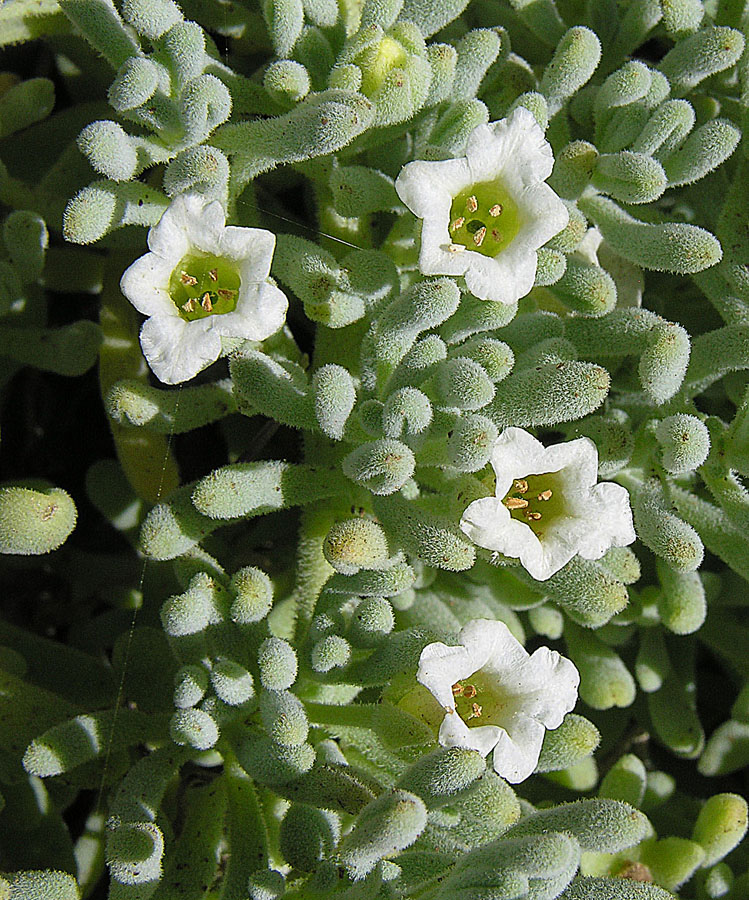
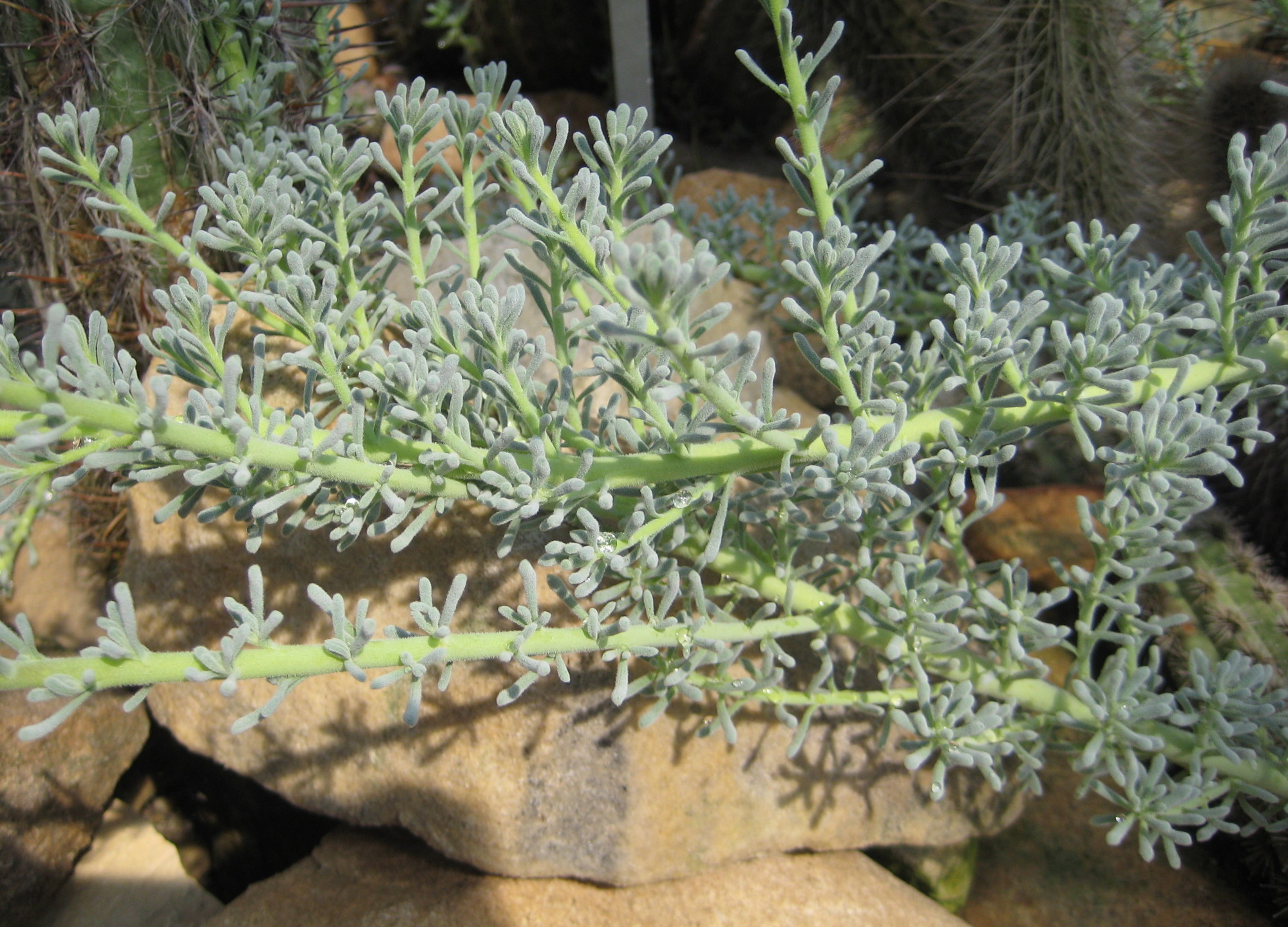
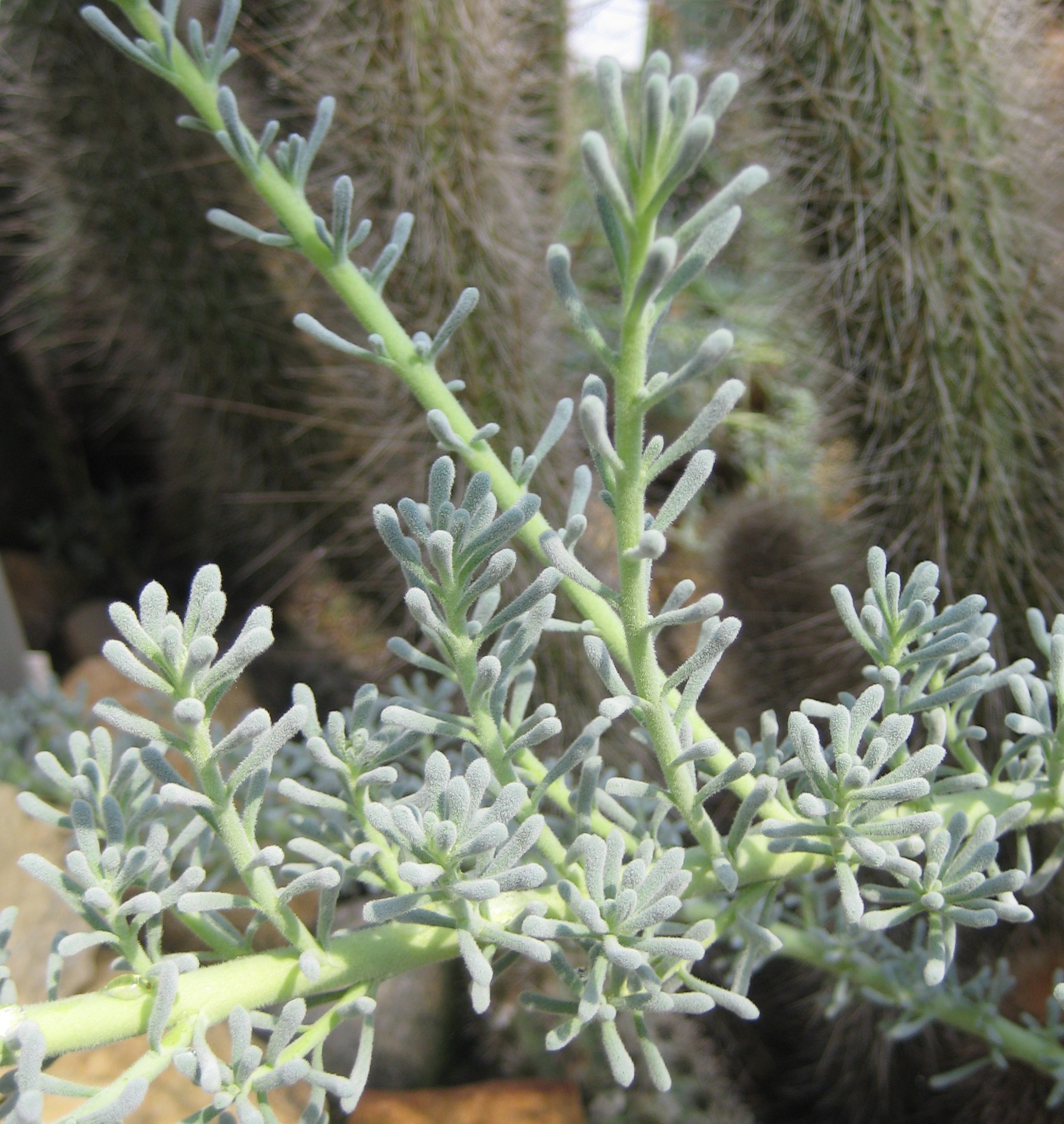